# Davisonia americana
Davisonia americana är en insektsart som beskrevs av Van Duzee 1891. Davisonia americana ingår i släktet Davisonia och familjen dvärgstritar. Inga underarter finns listade i Catalogue of Life.